# Cricket Scotland
Cricket Scotland (precedentemente nota come Scottish Cricket Union) è la federazione nazionale scozzese del gioco del cricket.

## Storia
Fondata nel 1908, è stata ammessa all'ICC nel 1994 e nel 2001 ha subito una profonda ristrutturazione (con conseguente cambio nell'attuale nome).